# TMDS

Esquema d'un enllaç TMDS utilitzat com a enllaç per a dades de vídeo de components digitals (RGB) entre un controlador de vídeo (PC) i un controlador de pantalla (monitor) en interfícies com DVI o HDMI.

La senyalització diferencial de transició minimima (amb acrònim anglès TMDS), una tecnologia per transmetre dades en sèrie d'alta velocitat, és utilitzada per les interfícies de vídeo DVI i HDMI, així com per altres interfícies de comunicació digital.
El transmissor incorpora un algorisme de codificació avançat que redueix la interferència electromagnètica sobre cables de coure i permet una recuperació robusta del rellotge al receptor per aconseguir una alta tolerància a la desviació de rellotge per traçar cables més llargs i cables més curts de baix cost.

## Codificació
El mètode és una forma de codificació 8b/10b però utilitza un conjunt de codis que difereix de la forma original d'IBM. Un procés de dues etapes converteix una entrada de 8 bits en un codi de 10 bits amb propietats desitjables particulars. En la primera etapa, el primer bit no es transforma i cada bit posterior es transforma XOR o XNOR contra el bit anterior. El codificador tria entre XOR i XNOR determinant quina donarà com a resultat el menor nombre de transicions; el novè bit codifica quina operació es va utilitzar. En la segona etapa, els vuit primers bits s'inverteixen opcionalment per igualar l'equilibri d'uns i zeros i, per tant, el nivell de CC mitjà sostingut; el desè bit codifica si aquesta inversió es va produir.
El símbol TMDS de 10 bits pot representar un valor de dades de 8 bits durant la transmissió normal de dades, o bé 2 bits de senyals de control durant la pantalla en blanc. De les 1.024 combinacions possibles dels 10 bits transmesos:
- S'utilitzen 460 combinacions per representar un valor de dades de 8 bits, ja que la majoria dels 256 valors possibles tenen dues variants codificades (alguns valors només en tenen una),
- S'utilitzen 4 combinacions per representar 2 bits de senyals de control (C0 i C1 a la taula següent); a diferència dels símbols de dades, aquests tenen propietats tals que es poden reconèixer de manera fiable fins i tot si es perd la sincronització i, per tant, també s'utilitzen per sincronitzar el descodificador,
- S'utilitzen 2 combinacions com a banda de protecció abans de les dades HDMI,
- 558 combinacions restants estan reservades i prohibides.

Les dades de control es codifiquen mitjançant els valors de la taula següent. Els caràcters de dades de control estan dissenyats per tenir un gran nombre (7) de transicions per ajudar el receptor a sincronitzar el seu rellotge amb el rellotge del transmissor.
| Bit de control d'entrada | Bit de control d'entrada | Paraula de sortida |
| C0                       | C1                       | 0 ... 9            |
| ------------------------ | ------------------------ | ------------------ |
| 0                        | 0                        | 0010101011         |
| 0                        | 1                        | 0010101010         |
| 1                        | 0                        | 1101010100         |
| 1                        | 1                        | 1101010101         |

Al canal 0, els bits C0 i C1 codifiquen els senyals de sincronització horitzontal (HSync) i de sincronització vertical (VSync). A la resta de canals codifiquen els senyals CTL0 a través de CTL3 que no s'utilitzen per DVI però en el cas de l'HDMI s'utilitzen com a preàmbul indicant el tipus de dades que es volen transferir (Dades de vídeo o illa de dades), l'estat de l'HDCP, etc.
TMDS és similar a la senyalització diferencial de baixa tensió (LVDS) ja que utilitza la senyalització diferencial per reduir la interferència electromagnètica (EMI) que permet transferències de senyal més ràpides amb una major precisió. TMDS també utilitza un parell trenat per reduir el soroll, en lloc del cable coaxial que és convencional per transportar senyals de vídeo. Igual que LVDS, les dades es transmeten en sèrie a través de l'enllaç de dades. Quan es transmeten dades de vídeo i s'utilitzen a HDMI, s'utilitzen tres parells trenats TMDS per transferir dades de vídeo. Cadascun dels tres enllaços correspon a un component RGB diferent.
La capa física per a TMDS és la lògica de mode corrent (CML), acoblament DC i acabada a 3,3 volts. Si bé les dades estan equilibrades en corrent continu (per l'algoritme de codificació), l'acoblament en corrent continu és part de l'especificació. TMDS es pot canviar o repetir per qualsevol mètode aplicable als senyals CML. Tanmateix, si no es conserva l'acoblament de CC al transmissor, les funcions de "detecció de monitor" d'alguns transmissors poden no funcionar correctament.